# Inhaca gnatholobata
Inhaca gnatholobata is een vlokreeftensoort uit de familie van de Pontogeneiidae. De wetenschappelijke naam van de soort is voor het eerst geldig gepubliceerd in 1990 door Ortiz, Berze-Freire & Wasikete.